# Resurrected
Resurrected är det brittiska heavy metal-bandet Witchfinder Generals tredje och sista studioalbum, utgivet den 30 augusti 2008. Albumet utgavs på CD och LP (500 kopior).

## Låtlista
Alla låtar är skrivna av Phil Cope.
1. "The Living Hell" – 7:50
2. "The Gift of Life" – 5:47
3. "Final Justice" – 4:20
4. "Bryn-Y-Mor" – 2:18
5. "Brutal Existence" – 5:15
6. "Euthanasia" – 5:25
7. "A Night to Remember" – 4:28
8. "The Funeral / Beyond the Grave" – 7:03

## Medverkande

### Witchfinder General
- Phil Cope – gitarr
- Dermot Redmond – trummor
- Rod Hawkes – basgitarr
- Gary Martin – sång